# Jeff Colyer

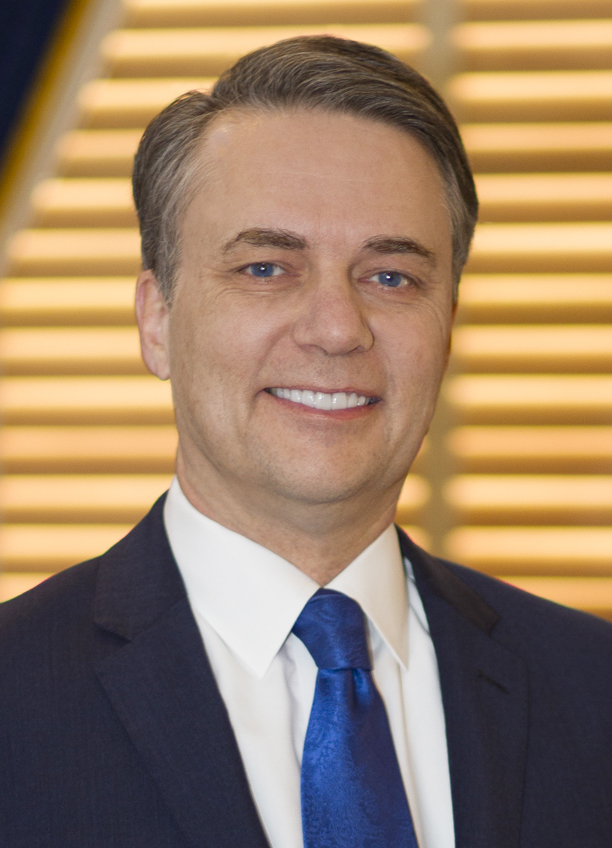
Jeff Colyer (2018)

Jeffrey „Jeff“ Colyer (* 3. Juni 1960 in Hays, Kansas) ist ein US-amerikanischer Politiker der Republikanischen Partei. Vom 31. Januar 2018 bis zum 14. Januar 2019 bekleidete er das Amt des Gouverneurs von Kansas. Zuvor war er von 2011 bis 2018 Vizegouverneur seines Heimatbundesstaats.

## Werdegang
Jeff Colyer besuchte die öffentlichen Schulen seiner Heimat. Danach studierte er bis 1981 an der Georgetown University in Washington, D.C. Anschließend war er für ein Jahr bis 1982 an der University of Cambridge. Nach einem anschließenden Medizinstudium an der University of Kansas wurde er 1986 als Arzt zugelassen. In den folgenden Jahren war er als Praktikant an verschiedenen Krankenhäusern in den Vereinigten Staaten tätig. Sein Spezialgebiet war bzw. ist die plastische Chirurgie. Gleichzeitig schlug er als Mitglied der Republikanischen Partei eine politische Laufbahn ein. 1988, während er am Washington Hospital Center arbeitete, war er für ein Jahr lang als White House Fellow beschäftigt. Seit 1994 betrieb er in Overland Park seine eigene Arztpraxis auf seinem Spezialgebiet. Außerdem setzte er seine politische Laufbahn fort. Im Jahr 2002 bewarb er sich erfolglos um die Nominierung seiner Partei für die Wahlen zum US-Repräsentantenhaus. Zwischen 2007 und 2009 saß er im Repräsentantenhaus von Kansas und von 2009 bis 2011 gehörte im Staatssenat. Er war Mitglied mehrerer Ausschüsse.

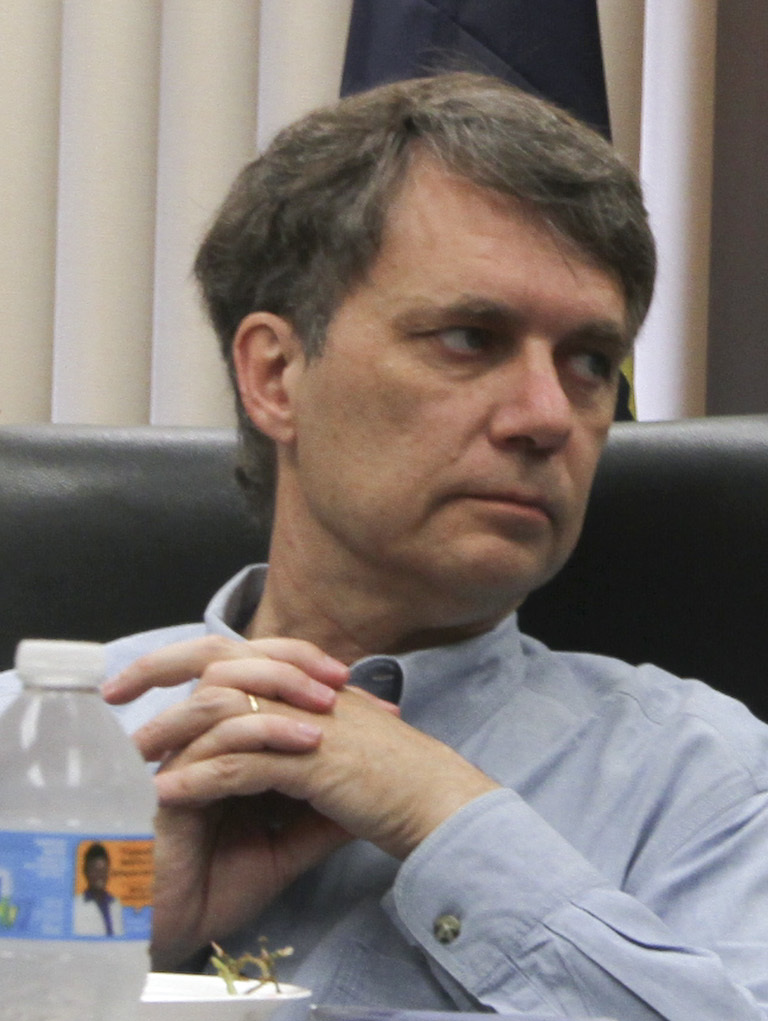
Jeff Colyer (2015)

Im Jahr 2010 wurde Jeff Colyer an der Seite von Sam Brownback zum Vizegouverneur von Kansas gewählt. Dieses Amt bekleidete er seit dem 10. Januar 2011. Dabei war er Stellvertreter des Gouverneurs. Im Jahr 2014 wurden sowohl der Gouverneur als auch sein Stellvertreter wieder gewählt, die im Januar 2015 begann.
Nachdem Gouverneur Brownback am 31. Januar 2018 seinen Rücktritt erklärte, um einen Botschaftsposten in der Regierung Trump anzunehmen, rückte Colyer automatisch zum neuen Gouverneur auf. Zu seinem Vizegouverneur benannte er den Unternehmer Tracey Mann. Bereits vor seinem Aufstieg zum Gouverneur erklärte Colyer seine Absicht, bei der Gouverneurswahl am 6. November 2018 antreten zu wollen. Bei der republikanischen Vorwahl am 7. August 2018 kam es, wie Umfragen prognostiziert hatten, zu einem Kopf-an-Kopf-Rennen zwischen Colyer und Kris Kobach, dem bisherigen Secretary of State von Kansas. Der rechtsgerichtete Kobach wurde am Tag vor der Primary offiziell von US-Präsident Donald Trump unterstützt. Nach Auszählung fast aller Stimmen lag Kobach (126.257 Stimmen) 191 Stimmen vor Colyer (126.066). Im bevölkerungsreichen Johnson County gab es Probleme mit Wahlcomputern.
Am 14. August 2018 äußerte Colyer, keine Neuauszählung anzustreben und den knappen Vorsprung Kobachs im endgültigen Ergebnis von nunmehr 345 Stimmen anzuerkennen. Im späteren Wahlkampf unterstützte er dann Kobach, welcher jedoch der Demokratin Laura Kelly unterlag. Kelly löste Colyer am 14. Januar 2019 im Gouverneursamt ab.